# Black & Decker

Novo logo da marca a partir de 2014

Black+Decker é uma empresa estadunidense de ferramentas elétricas e eletrodomésticos. Sua sede localiza-se na localidade de Towson, estado de Maryland. Até 2014 era conhecida como Black&Decker, tendo sido nesse ano a marca alterada para a atual. Foi fundada em 1910 por Samuel Duncan Black e Alonzo G. Decker como uma pequena loja em Baltimore, Maryland. Em 1917, Black&Decker inventou uma furadeira elétrica portátil.
A história da Black+Decker começou no ano de 1910, na cidade de Baltimore, nos Estados Unidos, quando Samuel Duncan Black e Alonzo G. Decker se associaram para fundar uma empresa de máquinas. Em 1916, a Black&Decker lançou o primeiro compressor a ar portátil chamado “lectroflator”. Em seguida foi lançada a primeira furadeira elétrica portátil de ¼“, com motor universal tipo pistola e interruptor gatilho, que revolucionou o mercado. No ano de 1917 os dois jovens inauguraram uma fábrica na cidade de Towson, no estado de Maryland.
A partir daí, o crescimento da empresa foi vertiginoso. No ano de 1923, introduziu a primeira furadeira elétrica com braço de sustentação total, a preço popular. Dois anos após, inovando os métodos comerciais existentes, a empresa equipou um ônibus com uma pequena sala de aula para demonstração dos produtos Black&Decker. E em 1929, preparou um avião - também com uma sala de aula - para demonstrações no ar das ferramentas elétricas usadas no recondicionamento de motores radiais de aeronaves. Com o início da Segunda Guerra Mundial, a partir de 1941, a Black&Decker começou a fabricar produtos bélicos para o grupo de aliados.

Logo da marca até 2014

Logo após o conflito, quando surgiu nos Estados Unidos a onda do “faça você mesmo", a empresa lançou a primeira linha de furadeiras e acessórios para este mercado. As furadeiras se popularizaram e em 1951 a empresa atingiu o recorde histórico de um milhão de furadeiras vendidas. No ano de 1963 foram colocadas no mercado as primeiras furadeiras industriais com total isolação e, no ano seguinte, a empresa desenvolveu o Projeto Gemini, uma furadeira sem fio para ser usada em condições de voo fora da ação da gravidade.
Em 1965 a Black&Decker teve sua linha industrial ampliada e passou a produzir ferramentas a ar. Em 1966 o mundo conhece os primeiros cortadores de grama elétricos. Aprimorando sua tecnologia, a Black&Decker participou mais uma vez, em 1968, de um programa espacial, construindo desta vez uma furadeira lunar para o projeto Apolo. Passados mais de 90 anos desde sua fundação, a empresa, com mais de 17 fábricas sediadas em diversos países, produz 550 produtos diferentes e mais de 2600 tipos de acessórios. Hoje, com uma equipe de mais de 25000 funcionários, a Black&Decker é líder no mercado de ferramentas elétricas.

## No Brasil
Os primeiros produtos Black&Decker foram importados para o Brasil por volta de 1925 pela empresa Lion & Cia, restritos a São Paulo e Santos. Em novembro de 1929 a Mestre et Blatgé, do Rio de Janeiro, passou a importar e apresentar as ferramentas em demonstrações públicas nas lojas Mesbla.
A Black&Decker veio para o Brasil em 1946, com a abertura de um escritório de vendas e depósito na cidade de São Paulo. Em 1972, graças ao franco desenvolvimento no mercado local, implementou sua primeira unidade fabril no país. No ano de 1979, a empresa inaugurou uma fábrica no município de Diadema, em São Paulo e iniciou a produção nacional de furadeiras. Em junho de 1980 é colocada no mercado brasileiro a primeira furadeira Black&Decker totalmente nacionalizada, hoje exportada para toda a América Latina.
Em 1995 a Black&Decker passou a contar com a presença de seu braço em ferramentas industriais no mercado brasileiro, a Dewalt, marca já consolidada no mercado norte–americano e europeu. A Dewalt veio somar forças a Black&Decker e fornecer ao mercado brasileiro as melhores opções em ferramentas elétricas industriais. Para aumentar a competitividade no Brasil e no mercado latino-americano, a Black&Decker decidiu transferir em 1996 o parque industrial de Santo André para Uberaba. Para ser cada vez mais competitiva, a Black&Decker promove melhorias continuas no parque industrial, além de expandir continuamente sua linha de ferramentas que hoje é exportada para toda a América Latina. O ano de 2006 é um marco para a empresa no Brasil. Além de completar 60 anos de atividade e 10 anos de operação fabril em Uberaba, inicia um novo rumo em seus negócios com a introdução de duas novas linhas de produtos: GEO by Black&Decker e Black&Decker Kwikset Séries, compostas por metais sanitários e acessórios, fechaduras e cadeados, respectivamente.